# El Molo (Sprache)
El Molo (Elmolo, auch als Dehes, Fura-Pawa oder Ldes bekannt) war eine tieflandostkuschitische Sprache, welche am Südostufer des Turkana-Sees gesprochen wurde. Sie war die traditionelle der El Molo, jedoch starb der letzte bekannte Sprecher 1999 und die El Molo sprechen heute Samburu oder Turkana.